# Тройничевская
Тройничевская — деревня в Виноградовском районе Архангельской области России. Входит в состав Виноградовского муниципального округа. До 2021 года входила в состав Осиновского сельского поселения, хотя первоначально планировалось включить её в состав Конецгорского сельского поселения.
Расположена в полутора километрах от правого берега реки Северная Двина, между Конецгорским Полоем и озером Мулозеро в центре Виноградовского района. Через Тройничевскую проходит автодорога Усть-Ваеньга — Осиново — Шиленьга — Корбала — Ростовское — Тройничевская — Конецгорье — Рочегда — Кургомень — Топса — Сергеевская — Сельменьга — Гридинская (Борок) — Фалюки.
С 2004 года по 2021 год — в Осиновском сельском поселении.

## Население
| 2002 | 2010 | 2012 |
| ---- | ---- | ---- |
| 45   | ↘26  | ↘22  |

Численность населения деревни, по данным Всероссийской переписи населения 2010 года, составляет 26 человек. На 1.01.2010 числилось 33 человека. В 2009 году в деревне проживало 40 человек, в том числе 11 пенсионеров.

### Карты
- Топографическая карта P-38-39,40. (Лист Рочегда)
- Тройничевская на Wikimapia
- Тройничевская. Публичная кадастровая карта. Архивировано из оригинала 7 марта 2016 года.